# Morgemoulin
Morgemoulin är en kommun i departementet Meuse i regionen Grand Est (tidigare regionen Lorraine) i nordöstra Frankrike. Kommunen ligger i kantonen Étain som tillhör arrondissementet Verdun. År 2022 hade Morgemoulin 107 invånare.

## Befolkningsutveckling
Antalet invånare i kommunen Morgemoulin
| Referens: INSEE |